# المو نوگانن
المو نوگانن (انگلیسی: Elmo Nüganen؛ زادهٔ ۱۵ فوریهٔ ۱۹۶۲) بازیگر، کارگردان فیلم، کارگردان نمایش، و فیلم‌نامه‌نویس اهل استونی است.
از فیلم‌ها یا برنامه‌های تلویزیونی که وی در آن نقش داشته‌است می‌توان به نارنگی‌ها و نام‌هایی بر لوح مرمرین اشاره کرد.